# Фермо (провинция)
Фермо (итал. Provincia di Fermo) — провинция в Италии. Расположена на севере исторической области Марке. На востоке выходит к Адриатическому морю. Площадь 784 км², население - около 175 000 человек (на 2007 год). Приблизительно соответствует созданной франками Ферманской Марке (Marca fermana). Затем на протяжении многих веков этот край входил в состав Папской области и герцогства Сполето. 
Провинция Фермо была создана в 2004 г., фактически существует с 2009 года. Провинция включает 40 коммун, административный центр - старинный город Фермо.

## Административное деление

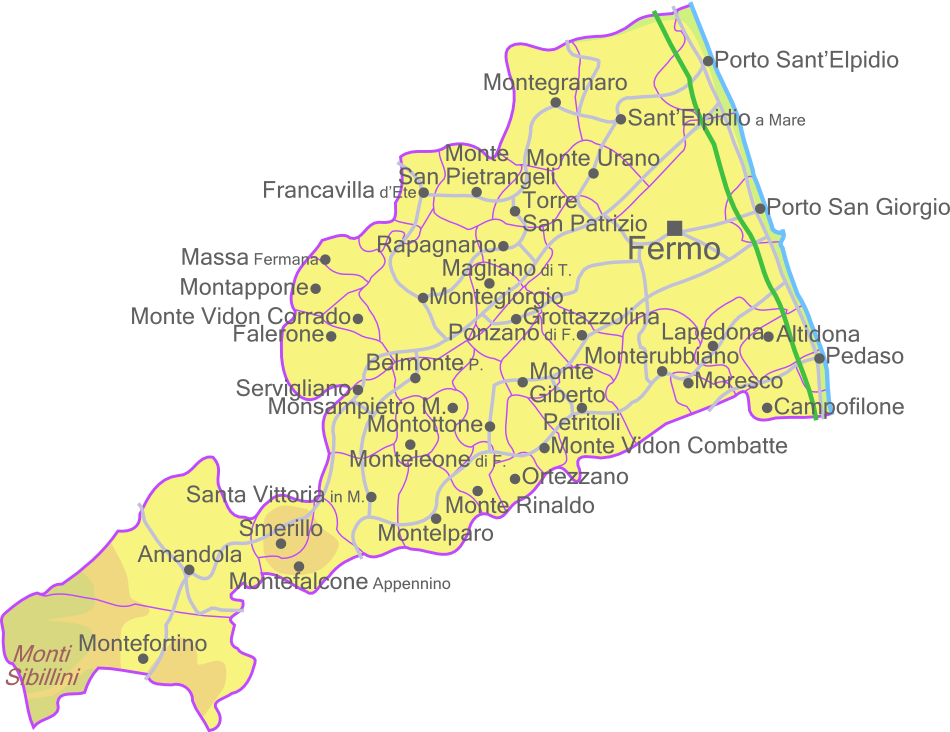
Карта провинции Фермо

Провинция состоит из 40 коммун:
- Фермо
- Альтидона
- Амандола
- Бельмонте-Пичено
- Гроттаццолина
- Змерилло
- Кампофилоне
- Лапедона
- Мальяно-ди-Тенна
- Масса-Фермана
- Монсампьетро-Морико
- Монтаппоне
- Монте-Видон-Комбатте
- Монте-Видон-Коррадо
- Монтегранаро
- Монте-Джиберто
- Монтеджорджо
- Монтелеоне-ди-Фермо
- Монтельпаро
- Монте-Ринальдо
- Монтеруббьяно
- Монте-Сан-Пьетранджели
- Монте-Урано
- Монтефальконе-Аппеннино
- Монтефортино
- Монтоттоне
- Мореско
- Ортеццано
- Педазо
- Петритоли
- Понцано-ди-Фермо
- Порто-Сан-Джорджо
- Порто-Сант-Эльпидио
- Рапаньяно
- Санта-Виттория-ин-Матенано
- Сант-Эльпидио-а-Маре
- Сервильяно
- Торре-Сан-Патрицио
- Фалероне
- Франкавилла-д'Эте